# Autoroute A 30
Die Autoroute A 30, auch als Autoroute de la vallée de la Fensch bezeichnet, ist eine französische Autobahn mit Beginn in Richemont und aktuellem Ende in Aumetz. Ihre Länge beträgt heute 25 km.
Mit der weiteren Planung der Autobahn bis zur belgischen Grenze bei Mont-Saint-Martin sollen weitere 26 km hinzukommen.

## Geschichte
- 7. Dezember 1963: Eröffnung Richemont - Uckange (A 31 - Abfahrt 1)
- 3. Dezember 1967: Eröffnung Uckange - Fameck (Abfahrt 1)
- 12. April 1980: Eröffnung Fameck - Knutange (Abfahrt 4)
- 25. Juni 1990: Eröffnung Knutange - Boulange (Abfahrt 4 – 6)
- ?. Dezember 1998: Eröffnung Boulange - Aumetz (Abfahrt 6 – 7)